# Emilio Gabba
Emilio Gabba (Pavia, 31 marzo 1927 – Pavia, 12 agosto 2013) è stato uno storico italiano, studioso di storia romana.

## Biografia
Allievo a Pavia di Plinio Fraccaro, nel 1949-1950 fu borsista dell'Istituto italiano per gli studi storici di Napoli, allora diretto da Federico Chabod. Molto vicino ad   Arnaldo Momigliano ed Elias J. Bickerman, Gabba diede vita, nel suo magistero nelle Università di Pisa (1958-1974) e Pavia (1974-1996), a un profondo rinnovamento metodologico e contenutistico della storia antica, approfondendo la storia della storiografia romana e lo studio degli aspetti militari, sociali, economici e politici del mondo antico.
Nel 1955 è stato fellow dell'American Academy in Rome, ed è stato visiting professor all'Università della Pennsylvania e all'University of Michigan; per due volte è stato Member della School of Historical Studies dell'Institute for Advanced Study di Princeton (1973; 1985). Nel 1980 ha tenuto le Sather Classical Lectures presso l'University of California, Berkeley. Venne insignito della laurea honoris causa dalle Università di Digione, Strasburgo e Magonza. Accademico dei Lincei, fu membro dell'Accademia delle scienze di Torino, dell'Istituto lombardo di scienze e lettere, dell'Accademia di archeologia di Napoli, della British Academy, dell'Académie des inscriptions et belles-lettres e dell'American Academy of Arts and Sciences. 
Fu direttore della rivista «Athenaeum». Dopo la morte di Franco Venturi, nel 1995 venne nominato suo successore alla guida della Rivista storica italiana, che diresse fino al 2005, mantenendone inalterato il taglio cosmopolitico-illuministico venturiano. Parte della sua biblioteca personale fu donata alla biblioteca del Collegio Borromeo.

## Opere principali
- Appiano e la storia delle guerre civili, Firenze, La Nuova Italia, 1956.
- Appiani bellorum civilium liber primus, introduzione, traduzione e commento di E. Gabba, Firenze, La Nuova Italia, 1958.
- Iscrizioni greche e latine per lo studio della Bibbia, Torino, Marietti, 1958.
- Appianus. Bellorum Civilium liber quintus, Firenze, La Nuova Italia, 1970.
- Esercito e società nella tarda repubblica romana, Firenze, La Nuova Italia, 1973 (trad. inglese, Oxford, 1976).
- Per la storia dell'esercito romano in età imperiale, Bologna, Patron, 1974.
- Le rivolte militari dal IV secolo a. C. ad Augusto, Firenze, Sansoni, 1975.
- Strutture agrarie e allevamento transumante nell'Italia romana (con M. Pasquinucci), Pisa, Giardini, 1979.
- Le basi documentarie della storia antica (con M. Crawford), Bologna, il Mulino, 1984.
- Del buon uso della ricchezza: saggi di storia economica e sociale del mondo antico, Milano, Guerini e associati, 1988.
- Dyonisius and The History of Archaic Rome, Berkeley, University of California Press, 1991 (trad. italiana, Bari, 1996).
- Storia di Roma. Vol.2. L'impero mediterraneo (a cura di G. Clemente, F. Coarelli, E. Gabba), Torino, Einaudi, 1991.
- Aspetti culturali dell'imperialismo romano, Firenze, Sansoni, 1993.
- Italia romana, Como, New Press, 1994.
- Cultura classica e storiografia moderna, Bologna, il Mulino, 1995.
- Introduzione alla storia di Roma (con D. Foraboschi; D. Mantovani; E. Lo Cascio; L. Troiani), Milano, LED, 1999.
- Roma arcaica. Storia e storiografia, Roma, Edizioni di Storia e Letteratura, 2000.
- Appianus: la storia romana. Libri 13-17. Le guerre civili. (con D. Magnino), Torino, UTET, 2001.
- Storia e letteratura antica, Bologna, il Mulino, 2001.
- Gli statuti municipali (con L. Capogrossi Colognesi), Bologna, IUSS-il Mulino, 2006.
- Riflessioni storiografiche sul mondo antico, Como, New Press, 2007.
- Conversazione sulla storia, a cura di Umberto Laffi, Pisa-Cagliari, Della Porta Editori, 2009.